# 别府沟部学园短期大学
别府沟部学园短期大学（日语：／ Beppu Mizobe Gakuen Tankidaigaku *）是一所位于日本大分县别府市的私立短期大学。

## 概要

### 简介
- 源流成立于1946年[1][2]。短期大学为于1964年开办[1][2]、由学校法人沟部学园经营。为男女同校[3]从1986年。

### 历史
- 1964年 别府女子短期大学成立并同时设置一个学科即服装科[注 2][2]。
- 1966年 食物科成立[2]。
- 1968年 幼儿教育科成立[2]。
- 1986年 三个学科改名为、以下列举[4]、开始招収男学生于三个学科。
  - 服装科[注 2]→服饰设计学科（改编为生活总合学科[注 1]于2008年）
  - 食物学科→食物学科（再次改名为食物营养学科于2007年）
  - 幼儿教育科→幼儿教育学科
- 2003年 改校名为别府沟部学园短期大学、护理福利学科成立[2]。

### 宪章
- 请参看别府沟部学园短期大学的标志 （页面存档备份，存于） （日語） 2014年3月18日阅览。

## 学校环境
- 校区：在大分县别府市

## 历任校长
- 沟部ミツヱ：第一代短期大学校长[5]。
- 沟部仁：现在短期大学校长[6]

## 组织

### 学科
- 生活总合学科[注 1]
- 食物营养学科
- 幼儿教育学科
- 护理福利学科

### 专科
| - 福利专攻 |

### 业余课程
| - 没有 |

### 附属学校
- 幼儿园：别府沟部学园短期大学附属姬山幼儿园[7]

## 相关链接
- 日本短期大学列表